# Hormilla
Hormilla è un comune spagnolo di 454 abitanti situato nella comunità autonoma di La Rioja.